# Heinz Tobien
Heinz Tobien (Braunschweig, 8 d'abril del 1911 – Magúncia, 14 de març del 1993) fou un paleontòleg alemany, notable pel seu treball al jaciment de Messel, on fou el principal impulsor del treball d'investigació durant els anys seixanta. Aleshores ocupava el càrrec de director de l'Institut für Geowissenschaften de la Johannes Gutenberg-Universität Mainz. La seva especialitat eren els mamífers del període Cenozoic.

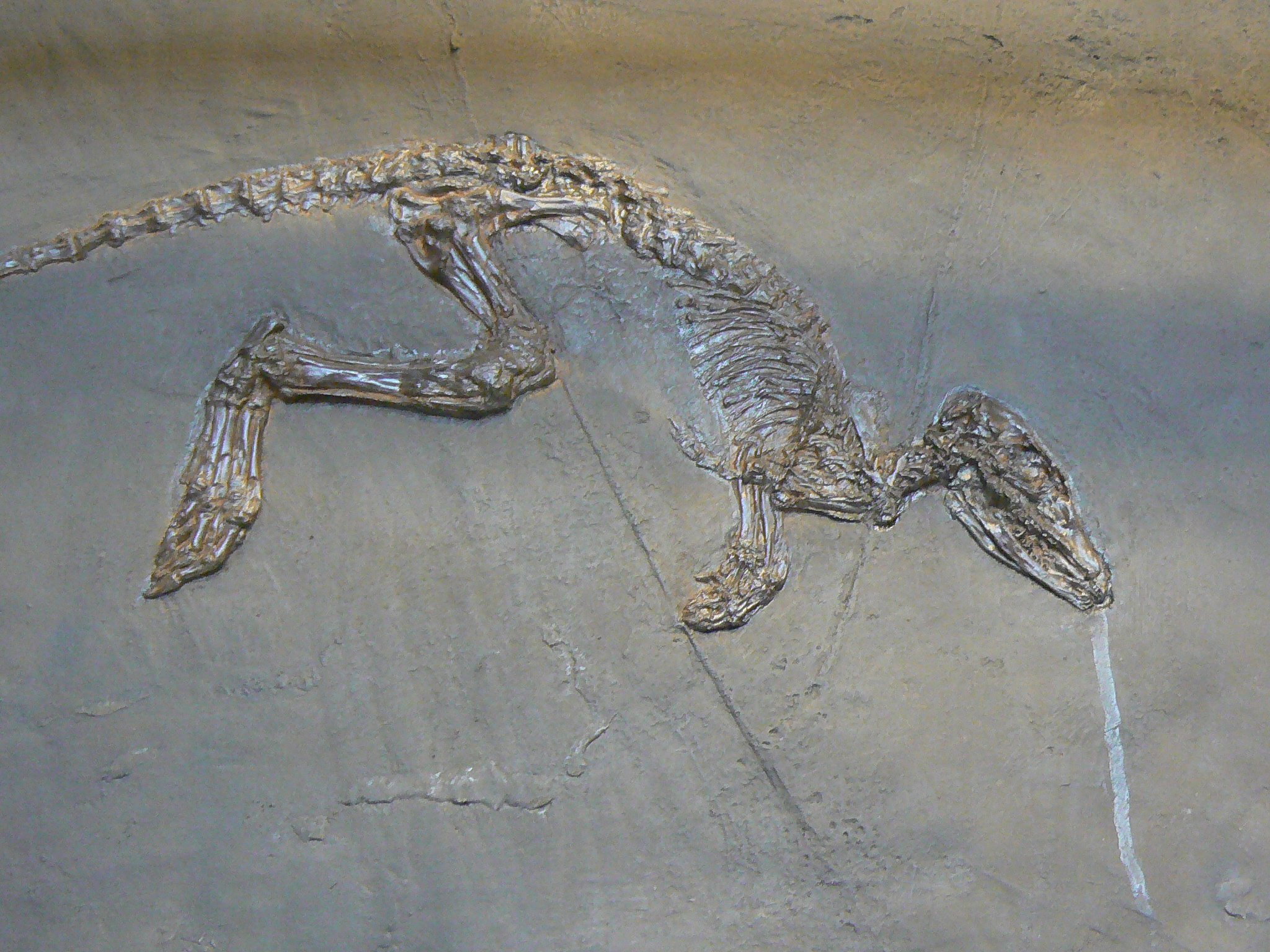
Heinz Tobien descrigué l'espècie Leptictidium auderiense l'any 1962.

Estudià nombrosos jaciments cenozoics de la regió de Magúncia. En aquestes excavacions, per exemple, presentà les primeres descripcions detallades dels insectívors i rosegadors del jaciment de Tomerdingen. A Neuleiningen excavà, juntament amb Malec, diversos exemplars de mamífers de les famílies Erinaceidae, Soricidae i Talpidae.
El 1984 fou nomenat membre honorífic de la Rheinische Naturforschende Gesellschaft. El 1987, en honor del seu 75è aniversari, Gerhard Storch i Wighart von Koenigswald li dedicaren una nova espècie de Leptictidium, anomenada L. tobieni.
Entre d'altres, descrigué els següents gèneres i espècies:
- Geotrypus (G. tomerdingensis)
- Leptictidium (L. auderiense)[2]
- Masillabune (M. martini)[2]
- Sinomastodon (S. intermedius)[2]
- Sivachoerus giganteus[2]